# 2 minuty kary
2 minuty kary, wykluczenie – w piłce ręcznej, kara za: kolejne faulowanie lub niesportowe zachowanie podlegające karaniu progresywnemu bądź za faul lub niesportowe zachowanie podlegające bezpośrednio karze dwóch minut. Może ją otrzymać każdy zawodnik i osoba towarzysząca biorąca udział w zawodach (wpisana do protokołu meczowego) bez względu na to, czy w momencie popełnienia przewinienia przebywa na boisku czy też poza nim.